# Diga di Alibey
La diga d'Alibey è una diga della Turchia. Si trova in provincia di Istanbul. Serve per la fornitura di acqua potabile alla città di Istanbul. La posizione della diga a monte di alcuni quartieri della città desta preoccupazione a causa del pericolo di un crollo del manufatto a seguito di un terremoto. Il fiume Alibey Deresi sbocca all'estremità occidentale del Corno d'Oro. Il bacino dell'impianto è attraversato dall'acquedotto di Mağlova (Mağlova Kemeri) che scavalca il fiume. Questo acquedotto è uno di quelli che l'architetto Sinān costruì per la città alla metà del XVI secolo.